# Red Bull Air Race World Series seizoen 2009

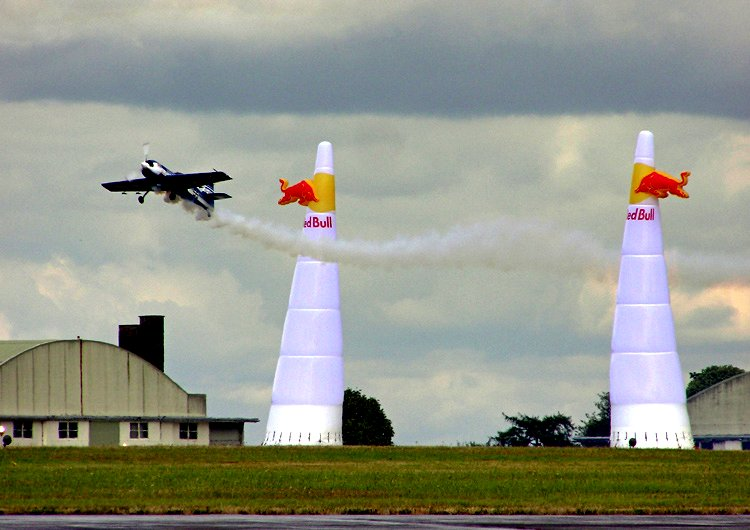
Red Bull Air Race

Het seizoen 2009 van de Red Bull Air Race World Series was het 7e Red Bull Air Race World Series-seizoen. Er werden zes wedstrijden gehouden.
Paul Bonhomme won zijn eerste Red Bull Air Race World Series-titel.

## Kalender
| 2009 Red Bull Air Race World Series | 2009 Red Bull Air Race World Series | 2009 Red Bull Air Race World Series  | 2009 Red Bull Air Race World Series |
| Nummer                              | Datum                               | Locatie                              | Land                                |
| ----------------------------------- | ----------------------------------- | ------------------------------------ | ----------------------------------- |
| 1                                   | 17 & 18 april                       | Mina' Zayid, Abu Dhabi               | Verenigde Arabische Emiraten        |
| 2                                   | 9 & 10 mei                          | San Diego Bay, San Diego, Californië | Verenigde Staten                    |
| 3                                   | 13 & 14 juni                        | Windsor, Ontario                     | Canada                              |
| 4                                   | 19 & 20 augustus                    | Donau, Boedapest                     | Hongarije                           |
| 5                                   | 12 & 13 september                   | Douro, Porto                         | Portugal                            |
| 6                                   | 3 & 4 oktober                       | Barcelona                            | Spanje                              |

## Uitslagen
| Winnaar | Tweede | Derde | Punten gescoord | Geen punten gescoord | DQ = Gedisqualificeerd | NG = Niet gestart | TP = Technische problemen |

| 2009 Red Bull Air Race World Series Uitslagen en Stand | 2009 Red Bull Air Race World Series Uitslagen en Stand | 2009 Red Bull Air Race World Series Uitslagen en Stand | 2009 Red Bull Air Race World Series Uitslagen en Stand | 2009 Red Bull Air Race World Series Uitslagen en Stand | 2009 Red Bull Air Race World Series Uitslagen en Stand | 2009 Red Bull Air Race World Series Uitslagen en Stand | 2009 Red Bull Air Race World Series Uitslagen en Stand | 2009 Red Bull Air Race World Series Uitslagen en Stand |
| Positie                                                | Piloot                                                 | UAE                                                    | USA                                                    | CAN                                                    | HUN                                                    | POR                                                    | ESP                                                    | Aantal Punten                                          |
| ------------------------------------------------------ | ------------------------------------------------------ | ------------------------------------------------------ | ------------------------------------------------------ | ------------------------------------------------------ | ------------------------------------------------------ | ------------------------------------------------------ | ------------------------------------------------------ | ------------------------------------------------------ |
| 1                                                      | Paul Bonhomme                                          | 2                                                      | 2                                                      | 1                                                      | 2                                                      | 1*                                                     | 1                                                      | 67                                                     |
| 2                                                      | Hannes Arch                                            | 1*                                                     | 3*                                                     | 2                                                      | 4                                                      | 2                                                      | 4*                                                     | 60                                                     |
| 3                                                      | Matt Hall                                              | 5                                                      | 5                                                      | 7                                                      | 7                                                      | 3                                                      | 9                                                      | 36                                                     |
| 4                                                      | Kirby Chambliss                                        | 9                                                      | 12                                                     | 3*                                                     | 3*                                                     | 8                                                      | 5                                                      | 34                                                     |
| 5                                                      | Nicolas Ivanoff                                        | 3                                                      | 1                                                      | 9                                                      | 8                                                      | 12                                                     | 7                                                      | 33                                                     |
| 6                                                      | Nigel Lamb                                             | 4                                                      | 6                                                      | 8                                                      | 9                                                      | 11                                                     | 2                                                      | 32                                                     |
| 7                                                      | Mike Mangold                                           | 7                                                      | 7                                                      | 4                                                      | 6                                                      | 5                                                      | 11                                                     | 32                                                     |
| 8                                                      | Peter Besenyei                                         | 10                                                     | 4                                                      | NG                                                     | 10                                                     | 4                                                      | 8                                                      | 24                                                     |
| 9                                                      | Matthias Dolderer                                      | 11                                                     | 13                                                     | 13                                                     | 5                                                      | 6                                                      | 3                                                      | 23                                                     |
| 10                                                     | Michael Goulian                                        | 14                                                     | 14                                                     | 6                                                      | 1                                                      | 9                                                      | 11                                                     | 22                                                     |
| 11                                                     | Sergei Rakhmanin                                       | 6                                                      | 8                                                      | 5                                                      | 15                                                     | 13                                                     | 13                                                     | 17                                                     |
| 12                                                     | Alejandro Maclean                                      | 8                                                      | 10                                                     | 10                                                     | 11                                                     | 7                                                      | 10                                                     | 16                                                     |
| 13                                                     | Glen Dell                                              | 12                                                     | 9                                                      | 12                                                     | 14                                                     | 2                                                      | 15                                                     | 13                                                     |
| 14                                                     | Yoshihide Muroya                                       | 13                                                     | 11                                                     | NG                                                     | 12                                                     | 10                                                     | 6                                                      | 9                                                      |
| 15                                                     | Pete McLeod                                            | 15                                                     | 15                                                     | 11                                                     | 13                                                     | 14                                                     | 12                                                     | 1                                                      |

* De piloot verdiende een extra punt voor de snelste tijd in de kwalificatie.
2003 · 2004 · 2005 · 2006 · 2007 · 2008 · 2009 · 2010 · 2014 · 2015 · 2016 · 2017 · 2018 · 2019
Lijst van piloten